# Джанакпур (аэропорт)
Аэропорт Джанакпур (непальск. जनकपुर बिमानस्थल), (ИАТА: JKR, ИКАО: VNJP) — непальский аэропорт, обслуживающий коммерческие авиаперевозки города Джанакпур (район Дхануса, Джанакпур).

## Общие сведения
Аэропорт расположен на высоте 78 метров над уровнем моря и эксплуатирует одну взлётно-посадочную полосу 09/27 размерами 1006х30 метров с асфальтовым покрытием.